# NCI-H295R細胞
NCI-H295R（也稱為H295R）是一種會對血管緊張素II及鉀離子反應，並且會產生類固醇的人類腎上腺皮質腺癌細胞，最初於1980年從一名診斷為腎上腺皮質癌的48歲女性患者中分離出來，該細胞系稱為NCI-H295。由於NCI-H295细胞株的生長速度慢且易於分離，因此會選擇具有更好的單層附著性和更快生長的細胞群。同時NCI-H295細胞經改變培養條件而獲得三種细胞株，分別稱為H295R-S1、H295R-S2和H295R-S3。這三種细胞株均以單層的粘附培養物方式生長。
H295R細胞常用於對人腎上腺皮質生長和功能的研究，因為其在激素分泌和細胞特徵上與原代培養的人腎上腺皮質細胞最接近。有學者指出H295R細胞系是一種有效的體外篩選環境類固醇激素干擾物及研究其機制的細胞模型，能夠從基因表達、酶的活性度和激素水平三個層面進行檢測，並且能夠評價環境中的污染物對細胞活性和細胞毒性的影響，繼而區別化學物是通過直接的細胞毒性作用的影響產生效應，還是間接的生成類固醇通路的影響產生效應。美國國家環境保護署也利用H295R細胞系研究環境中污染物的內分泌干擾效應。

## 外部連結
- Cellosaurus entry for H295R（页面存档备份，存于）